# Томасуло, Роберт
Роберт Марко Томасуло (англ. Robert Marco Tomasulo; 31 октября 1934 — 3 апреля 2008) — учёный в области информатики, создатель алгоритма Томасуло.
«За гениальный алгоритм, который сделал возможным создание процессоров внеочередного исполнения» в 1997 году он получил премию Эккерта — Мокли.
Роберт Томасуло учился в школе Regis High School в Нью-Йорке. Он закончил Манхэттен колледж, а затем получил диплом инженера в Сиракузском университете.
В 1956 году он присоединился к IBM Research. После почти десяти лет получения значительного опыта на различных технических и руководящих должностях он перешёл к разработке мэйнфреймов, в том числе IBM System/360 Model 91 и их преемников.
Завершив 25-летнюю карьеру в IBM, Роберт работал в инкубаторном проекте StorageTek над разработкой первой системы мэйнфреймов, построенных на базе КМОП; стал соучредителем NetFrame — стартапа середины 80-х, работал над созданием одной из первых серверных систем на базе микропроцессоров; и работал консультантом по вопросам архитектуры и микроархитектуры процессора в Amdahl Consulting.
30 января 2008 года Томасуло выступил в University of Michigan College of Engineering с рассказом о своей карьере и истории разработки внеочередного исполнения.